# KParts
KParts是KDE 桌面環境的使用者介面元件嵌入技術的名稱。個別元件被稱為KPart。KParts 類似於在Microsoft的組件對象模型的ActiveX控件。举例来说，Konsole可作為KPart使用在應用軟件，如Konqueror和Kate。

KPart 以共享程式庫為基礎，這讓元件直接以 C++ 物件的形式存在。共享程式庫也相當容易去觸發或卸載。

原本KDE 使用 CORBA來實現元件框架，但是 CORBA 過於笨重，且必須使用IDL語言進行物件封裝，難以符合KDE團隊希望簡單撰寫與使用的使用者介面元件。於是他們開始撰寫一個輕量級而有效的元件技術-- KPart 來取代 CORBA。

KDE採用兩層結構來實現元件框架：KParts 和 DCOP，KDE 4後，DCOP由D-BUS所取代。
使用KParts 的例子：
- Konqueror 使用 KWord part顯示文件
- Konqueror 使用 KMPlayer part 播放多媒體
- Kontact 嵌入 kdepim 應用程式

## 外部連結
- Creating and Using Components (KParts) (from KDE)
- Writing Plugins For KDE Applications (from KDE)
- Coding with KParts （页面存档备份，存于） (from IBM)
- KDE 元件技術 （页面存档备份，存于）（繁體中文）
- kde4下KParts入门[永久]（简体中文）